# Mark van Bommel
Mark Peter Gertuda Andreas van Bommel (nascut el 22 d'abril de 1977 a Maasbracht) és un exfutbolista neerlandès que jugava com a migcampista, i posteriorment entrenador de futbol.

## Carrera futbolística
Mark Van Bommel va començar la seva carrera al RKVV al club local Maasbracht abans de signar un contracte professional amb el Fortuna Sittard l'any 1992. Més tard ell i els seus col·legues del Fortuna, Wilfred Bouma i Kevin Hofland s'unirien al PSV Eindhoven.

### PSV Eindhoven
Van Bommel va signar pel PSV l'any 1999 on va formar un mitgcamp amb l'internacional suís Johann Vogel. Van guanyar tres Eredivisie, tres Johan Cruijff Shield i una KNVB Cup. També va ser nomenat dues vegades Jugador neerlandès de l'Any (2001 i 2005).
La temporada 2004-05, després de perdre les Semifinals de la Lliga de Campions contra l'AC Milan i amb la consecució de la Eredivisie, va anunciar al final d'abril que deixava el PSV Eindhoven i fitxava pel FC Barcelona.

### FC Barcelona
Buscant per enfortir el seu ja equip-guanyador, Frank Rijkaard fitxa a Van Bommel en una transferència lliure per Barcelona. Van Bommel va reconèixer haver complert el seu somni de fitxar pel FC Barcelona, affecionat al club des de nen. Van Bommel només va estar al FC Barcelona la temporada 2005-06 però va ésser una temporada molt reeixida, ja que va guanyar la segona (va sortir en l'onze inicial del partit) UEFA Champions League, la Lliga Espanyola de Futbol i la Supercopa d'Espanya. Sis dies més tard d'haver guanyat la Supercopa d'Espanya el FC Barcelona va anunciar la venda de Van Bommel al Bayern de Múnic per 6 milions €.

### Bayern de Múnic
El 26 d'agost de 2006 l'entrenador del Bayern de Múnic, Uli Hoeneß, va anunciar el fitxatge de Van Bommel. En la seva primera temporada Van Bommel va ser nomenat el millor Jugador del Bayern de la temporada. En les 5 temporades que va jugar al Bayern, Van Bommel va guanyar: 1 DFB-Ligapokal, 2 Bundesliga, 2 DFB-Pokal i 1 DFL-Supercup. El 2008 amb la retirada d'Oliver Kahn, Van Bommel va ser nomenat capità, i d'aquesta manera va esdevenir el primer capità no alemany de la història del club.

### AC Milan
El 25 de gener de 2011, Van Bommel va signar un contracte de sis mesos amb el club italià Milà, en una transferència lliure després d'acabar el seu contracte amb l'FC Bayern de Múnic. Se li va donar el número quatre camisa, i l'endemà de fet, la seva debut en la victòria de 2-1 contra la UC Sampdoria a la Copa d'Itàlia 2010-11 quarts de final. El 29 de gener de 2011, Van Bommel va fer el seu debut en la Sèrie A contra el Catània Calcio, va ser expulsat després de rebre la seva segona targeta groga a principis de la segona meitat. Des de llavors però, s'ha adaptat al futbol italià i ha esdevingut un habitual en l'equip de Maximo Allegri, en gran manera gràcies a les victòries contra els rivals de la ciutat de Napoli i l'Inter. Va ser titular en el partit contra la Roma el 7 de maig de 2011. El 17 de maig de 2011, l'AC Milan, va anunciar que van Bommel, va estendre el seu contracte per 1 any més.

### Retorn al PSV
El 29 d'abril de 2012, Van Bommel, va anunciar que signarà un contracte d'un any amb el PSV Eindhoven. PSV confirma la signatura el 14 de maig. Van Bommel confirma que es retirarà del futbol al PSV.

## Palmarès

### De jugador
Fortuna Sittard
- 1 Eerste Divisie: 1994–95

PSV Eindhoven
- 4 Eredivisie: 1999–2000, 2000–01, 2002–03 i 2004–05
- 1 KNVB Cup: 2004–05
- 3 Johan Cruijff Shield: 2000, 2001 i 2003

FC Barcelona
- 1 Lliga de Campions de la UEFA: 2005–06
- 1 Lliga espanyola: 2005–06
- 1 Supercopa d'Espanya: 2006

FC Bayern de Múnic
- 1 DFB-Ligapokal: 2007
- 2 Bundesliga: 2007–08 i 2009–10
- 2 DFB-Pokal: 2007–08 i 2009–10
- 1 DFL-Supercup: 2010

AC Milan
- 1 Serie A: 2010–11
- 1 Supercoppa Italiana: 2011

### D'entrenador
Royal Antwerp FC
- 1 Lliga belga: 2022–23
- 1 Copa belga: 2022–23
- 1 Supercopa belga: 2023